# 볼빅 (브랜드)

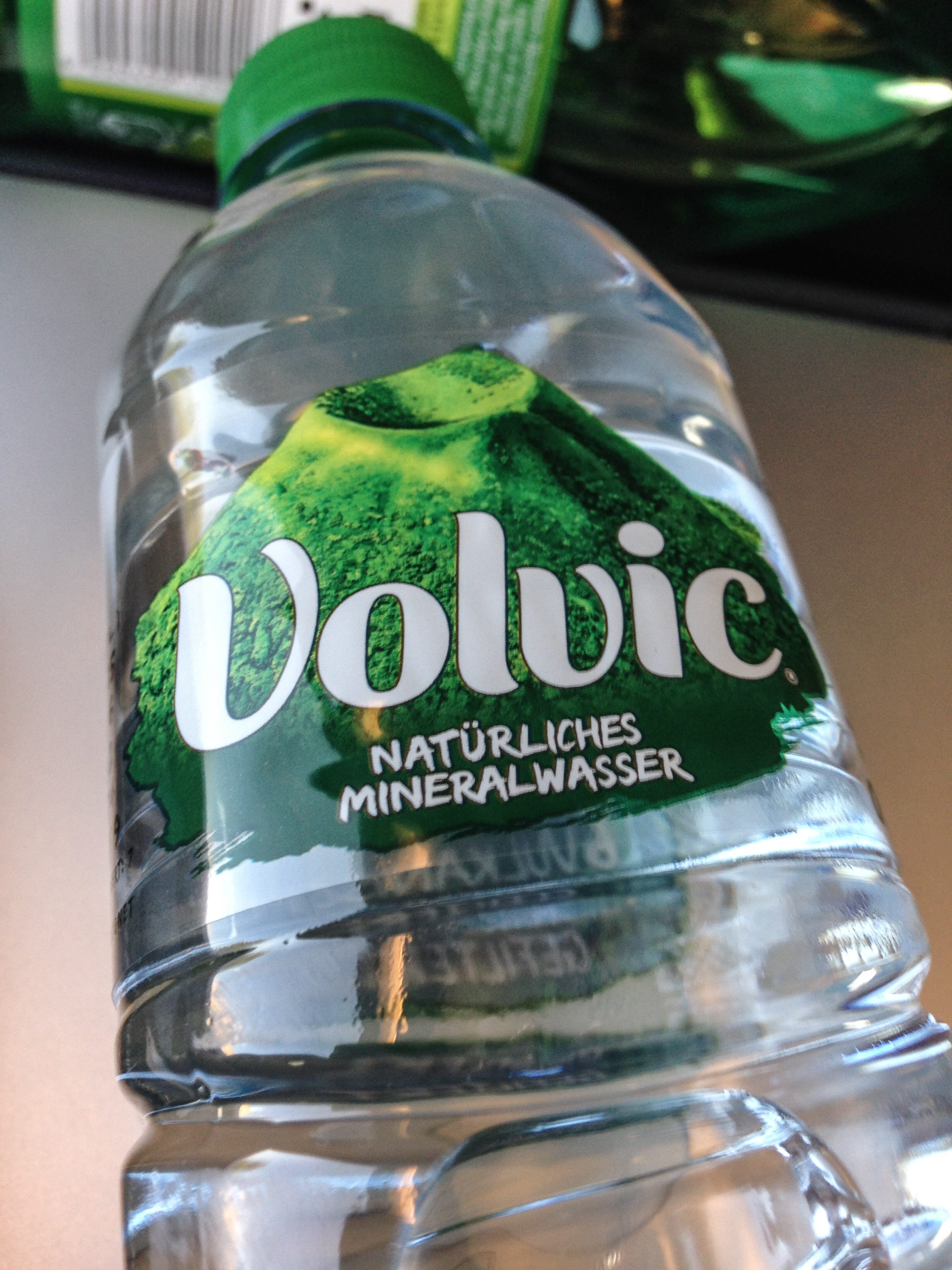

볼빅(Volvic)은 다논그룹의 미네랄 워터 브랜드이다.

## 상세
1922년에 처음으로 생산된 볼빅은 1938년에 본격적인 시장에 뛰어들었다. 1993년에 볼빅이 다논그룹에 인수되었다.
한편, 1995년 농심을 통해 한국에서 처음으로 수입판매되었으나 극심한 판매부진 때문에 30여억원의 손해를 본 채 1996년 말 정리됐고 뒷날 롯데칠성음료에서 다시 수입판매 중이다.

## 특징
광천수가 기원전 5760년 erupted 인근 화산의 지하수를 추출하는 방식이고, 국제적으로 바닷물로 추출한 광천수로 잘 알려져 있다. 생산의 50% 이상은 전 세계에 걸쳐 60개 이상 국가에 수출되고 있다.